# Eulaceura kumana
Eulaceura kumana är en fjärilsart som beskrevs av Hans Fruhstorfer 1913. Eulaceura kumana ingår i släktet Eulaceura och familjen praktfjärilar. Inga underarter finns listade i Catalogue of Life.